# Die Entdeckung Deutschlands

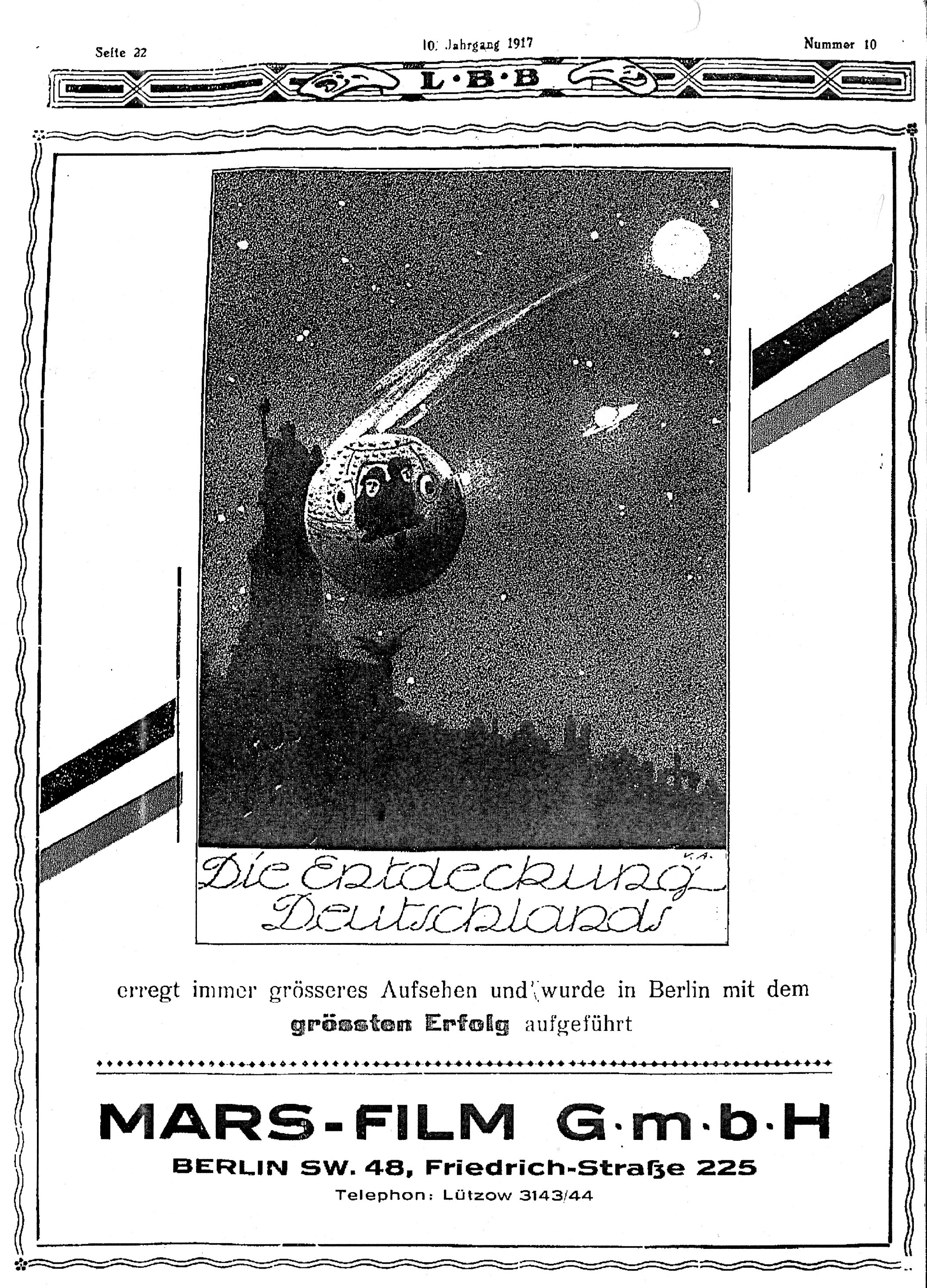
Werbeanzeige für den Spielfilm Die Entdeckung Deutschlands. Quelle: Lichtbild-Bühne 1917, Nummer 10, S. 22

Die Entdeckung Deutschlands ist ein deutscher Stummfilm aus dem Jahre 1916 mit Science-Fiction-Elementen und propagandistischer Ausrichtung.

## Handlung
Erster Weltkrieg in Europa: Das Schlachtengetümmel auf den Kriegsschauplätzen und die Nachrichtenpropaganda hüben wie drüben haben derart große Ausmaße angenommen, dass man selbst auf dem Planeten Mars davon Wind bekommen hat. Der dortige Journalist Mavortin hört die Kabelnachrichten der verfeindeten Erdling-Nationen ab. Wenn man den Zeitungen und Agenturen der Franzosen und Briten wie beispielsweise Reuters Glauben schenken wollte, müsse in Deutschland Hunger und Elend herrschen, und die wichtigsten Fabriken des Kaiserreichs würden stillstehen. Mavortin will sich ein eigenes Bild machen und beschließt daher, dem fernen Planeten einen Besuch abzustatten. Wie es der Zufall will, hat gerade in diesem Moment der marsianische Wissenschaftler Marsilius das Antibaryn erfunden, eine Mischung aus Medikament und Treibstoff. Antibaryn wirkt gegen die Schwerkraft. Mavortin und Marsilius schlucken das epochale Wundermittel und gelangen so in Windeseile zur Erde.
Die beiden Außerirdischen landen in München nahe der Frauenkirche und sind zunächst einmal bass erstaunt. Auf den Straßen und Plätzen brummt das Leben, alle haben sich dort versammelt, um die Gäste aus der fremden Welt zu begrüßen. Die Stimmung ist freundlich und von Interesse bestimmt, man versteht sich blind, und es gibt keine Spur von Hunger oder gar Verelendung. Gemeinsam mit den Bajuwaren verspeist man heimische Köstlichkeiten wie Fleischklöße und Brezeln, dazu wird gutes Bier gereicht. Im Anschluss daran reisen die beiden Marsianer mit der Eisenbahn nach Berlin und können auch im Speisewagen nach Herzenslust schlemmen. In der Hauptstadt besuchen Mavortin und Marsilius die Meierei Bolle, später auch Lokomotiven-, Granaten-, Sekt- und Zigarettenfabriken. Die Botschaft lautet: der deutschen Industrie geht‘s bestens, alle Fabriken sind voll leistungsfähig. Die Marsianer haben ihre Freude an diesen Deutschen, und ganz nebenbei werden die Auslandsberichte von Deutschlands Feinden als schäbige Lügen entlarvt.

## Produktionsnotizen
Die Entdeckung Deutschlands ist eine inmitten des Krieges entstandene, ebenso kuriose wie ungewöhnliche Melange aus Filmpropaganda und Science-Fiction-Geschichte. Der Streifen entstand im Herbst 1916 und wurde am 21. Dezember 1916 im Berliner Union Palast uraufgeführt. Erst nachträglich (Februar 1917) passierte der aus kriegspropagandistischen Gründen als wichtig eingestufte Fünfakter die Filmzensur und erhielt Jugendverbot. Die Länge betrug 1678 Meter. Bei der Neuzensur am 11. April 1924 wurde Die Entdeckung Deutschlands für die Jugend freigegeben.
Die Produktionsfirma Mars-Film wurde eigens für diesen Film gegründet und ging wenig später in der Ende 1917 gegründeten UFA auf.
Von dem einst etwa einstündigen Film existieren heute noch etwa 18 Minuten. Ein niederländischer Zusammenschnitt unter dem Titel „Per vliegball naar de aarde“ wurde 1971 von einem privaten Filmsammler dem niederländischen Filmmuseum in Amsterdam überlassen.

## Einordnung
„‚Die Entdeckung Deutschlands durch die Marsbewohner‘ ist, versteht sich, ein Propagandafilm, aber nicht irgendeiner: ‚Er ist das erste offizielle Filmwerk, das ausdrücklich für die deutsche Inlandspropaganda im Ersten Weltkrieg bestimmt war.‘“